# Terça-feira gorda

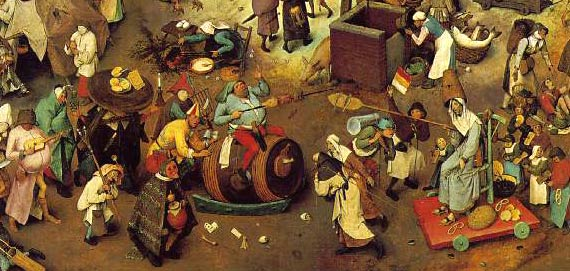
Detalhe da obra O Combate entre o Carnaval e a Quaresma de Pieter Bruegel, o Velho.

A terça-feira gorda (em francês: Mardi Gras), ou terça-feira de carnaval, é o dia de fevereiro ou março que precede a quarta-feira de cinzas. Portanto, é o último dia que antecede a Quaresma, e é comemorado em alguns países com o consumo de panquecas. Este feriado móvel é determinado pela Páscoa. Em outros países, especialmente aqueles em que é chamado de Mardi Gras ou alguma tradução, este é o último dia de Carnaval, sendo, para os católicos, também o último dia de "comer gordura" antes do período de jejum da Quaresma.
Historicamente, é o dia em que os cristãos se despedem da carne, pois, nos quarenta dias seguintes, devem jejuar, fazer penitência e se abster de comer carne. Tudo isso em preparação à Páscoa. É observada por muitos cristãos, incluindo anglicanos, luteranos, metodistas e católicos romanos, que "fazem um momento especial de autoexame, para analisar quais erros eles precisam se arrepender e em quais áreas da vida ou da espiritualidade eles precisam pedir especialmente a ajuda de Deus".